# ジョージ・チャムリー (第2代チャムリー伯爵)

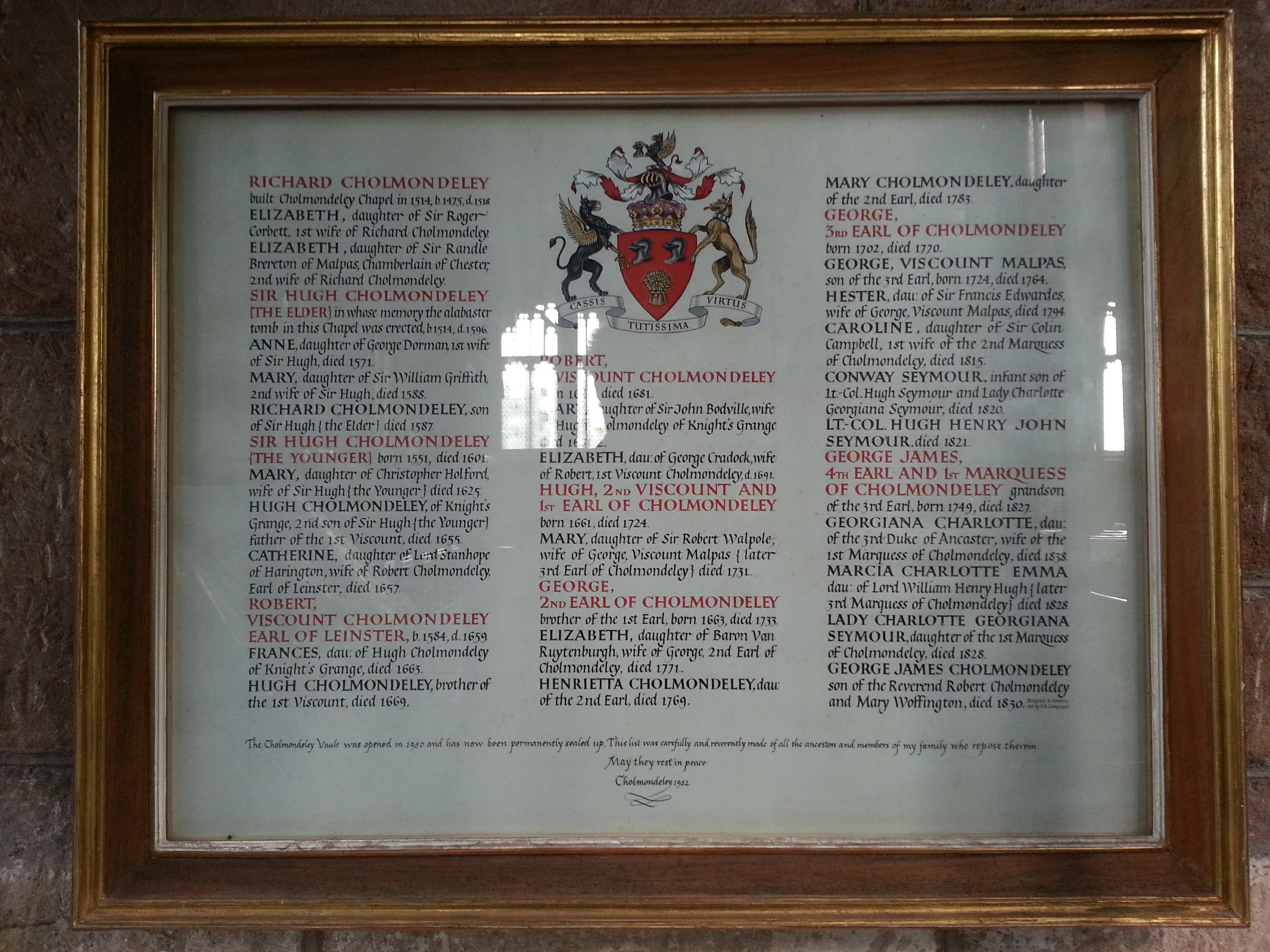
マルパスの聖オスワルド教会にある家族納骨所のチャムリー家に関する説明。

第2代チャムリー伯爵ジョージ・チャムリー（英語: George Cholmondeley, 2nd Earl of Cholmondeley PC FRS、1666年 – 1733年5月7日）は、イギリスの貴族、軍人。1666年から1715年までジョージ・チャムリー閣下の儀礼称号を、1715年から1725年までニューバラ男爵の儀礼称号を使用した。

## 生涯
初代チャムリー子爵ロバート・チャムリー（1681年没）とエリザベス・クラドック（Elizabeth Cradock、ジョージ・クラドックの娘）の次男として生まれた。兄に初代チャムリー伯爵ヒュー・チャムリーがいる。ウェストミンスター・スクールで教育を受けた後、1680年にインナー・テンプルに入り、同年9月2日にオックスフォード大学クライスト・チャーチに入学、一時従軍した後1695年11月9日にDCLの学位を修得した。
軍歴では1685年6月にコルネットとして従軍、同年9月に大尉に昇進した。1688年の名誉革命ではオラニエ公ウィレム3世（後のイングランド王ウィリアム3世）を支持して挙兵、ノッティンガムでデヴォンシャー伯爵と合流した。ウィリアマイト戦争でも1690年のボイン川の戦いで近衛擲弾騎兵隊を率いて参戦、大同盟戦争では1692年のステーンケルケの戦いに参戦した。以降は順調に昇進を続け、1689年に中佐に、1697年に准将に、1702年に少将に、1704年に中将に、1727年に騎兵大将に昇進した。
名誉革命が成功した後、1690年イングランド総選挙でニュートン選挙区から出馬して当選（1695年まで在任）、1691年に寝室宮内官に任命され、1702年にウィリアム3世が死去するまで務めた。1702年7月1日にグレイヴセンドおよびティルベリー総督に任命され、1706年5月21日に枢密顧問官に任命された。
1715年6月9日、王立協会フェローに選出された。
ハノーヴァー朝では1715年にアイルランド貴族のニューバラ男爵に叙され、1716年にグレートブリテン貴族のニューバーグ男爵に叙され、さらに1725年に兄ヒューが死去するとイングランド貴族のチャムリー伯爵を継承した。同年よりチェシャー統監と北ウェールズ統監を務め（1733年まで在任）、軍職でも1725年から1733年までチェスター総督を、1725年2月から1732年10月までキングストン＝アポン＝ハル総督を、1732年10月から1733年5月までガーンジー総督を務めた。
1733年5月7日にホワイトホールで死去、5月17日にマルパスで埋葬された。長男ジョージが爵位を継承した。

## 家族
1701年ごろ、エリザベス・ファン・ロイテンブルフ（Elizabeth van Ruytenburg、1722年没）と結婚、3男3女をもうけた。
- ジョージ（1703年 – 1770年） - 第3代チャムリー伯爵[1]
- ジェームズ（英語版）（1708年 – 1775年） - 陸軍軍人。フォントノワの戦いとフォルカーク・ミュアの戦い（英語版）に参戦[1]